# Castell de Montjuïc (Girona)
El Castell de Montjuïc és un edifici de Girona declarat bé cultural d'interès nacional.

## Descripció
És una fortalesa moderna amb baluards, del segle xvii. La planta del castell és d'estructura quadrada, amb façanes i camins coberts en tot el seu perímetre, quedant defensat fortament per quatre baluards o torres exteriors col·locades als angles del quadrat. La porta principal se situa al llenç sud en direcció a la ciutat de Girona. Protegint els flancs nord i est, els més exposats a l'atac exterior, hi ha dos revellins descoberts. Queden poques restes de les edificacions de l'interior al voltant del pati d'armes, s'intueixen part de les estances bastides amb volta de canó a prova de bomba. És construït amb maçoneria i carreus a les cantonades i les obertures. Juntament amb la fortalesa es bastiren quatre torres defensives: Sant Lluís al nord, Sant Daniel a l'est, Sant Narcís al nord-est i Sant Joan al sud-oest. D'aquestes torres només es conserven els basaments.

## Història
Fou un bastió construït a l'estratègica muntanya de Montjuïc per ordre de Felip IV després d'acabar-se la Guerra dels Segadors de 1653 per defensar els accessos al Pla de Girona des del nord. El 1675, en les guerres amb Lluís XIV, Montjuïc fou pres pel mariscal Schomberg.
Va ser de gran utilitat durant la Guerra del Francès, especialment en els tres setges que patí la ciutat (primer setge de 1808, segon setge de 1808 i setge de 1809). Fou ocupat pels francesos l'11 de juny de 1811, essent dinamitat el 1814, al final de la guerra, per ordre del mariscal Louis Gabriel Suchet, després d'haver construït el 1812 la torre Suchet. El 1843, un bombardeig del general Prim la va destruir. Es troba al punt més elevat de la muntanya de Montjuïc, a 219 metres d'altitud. Joan Francesc Molinas i Sicart i Álvarez de Castro, foren alguns dels seus governadors.